# Тайваньский макак
Тайваньский макак или тайваньский резус (лат. Macaca cyclopis) — вид приматов семейства мартышковых. Эндемик острова Тайваня.

## Описание
Шерсть этих животных имеет тёмно-коричневый или серый окрас, живот светлее, иногда несколько синеватый. Круглое, безволосое лицо окрашено в коричневый цвет. Длина тела этих животных варьирует от 40 до 55 см, а вес от 4 до 8 кг, причём самцы крупнее и тяжелее, чем самки. Хвост средней длины, примерно от 26 до 45 см.

## Распространение
Тайваньский макак распространён на Тайване, прежде всего, на северо-востоке и юго-западе острова. Раньше животные часто жили поблизости от моря, но человеческая деятельность оттеснила их во внутренние, удалённые части острова. Их местообитание — это часто скалистые, с редкими деревьями территории, но иногда и умеренные леса.

## Образ жизни
Эти животные активны днём и держатся преимущественно на земле. Как многие другие виды макак живут в группах, которые состоят из нескольких самцов и самок, а также их подрастающего поколения. Ранее сообщалось о группах, численностью до 45 голов, но в результате уменьшения жизненного пространства группы насчитывают сегодня от 2 до 10 животных. Это территориальные животные, однако, территории могут частично перекрываться.

## Питание
Тайваньские макаки — это всеядные животные. Питание состоит как из растительного материала, такого как плоды, листья и семена, так и насекомых и мелких позвоночных животных. Когда они обитали у моря, к их рациону питания принадлежали также крабы.

## Размножение
После примерно 165-дневного периода беременности самка рожает чаще одного детёныша между апрелем и июнем. Примерно через один год он отучается и в возрасте примерно от 2 до 4 лет становится половозрелым. Самки остаются в группе на всю жизнь, самцы же покидают её по достижении половой зрелости. Продолжительность жизни неизвестна, сравнения с родственными видами позволяют сделать вывод о примерно 30 годах в неволе и чуть меньше на свободе.

## Угрозы
На тайваньского макака охотятся, так как животные иногда опустошают плантации, а иногда также из-за мяса, их используют также как домашних или лабораторных животных. Человеческая деятельность на Тайване оттеснила их в отдалённые регионы во внутренней части Тайваня.